# Frédérique de Wurtemberg-Neuenstadt
Frédérique de Wurtemberg-Neuenstadt née le 27 juillet 1699 et décédée le 8 mai 1781, est une princesse allemande. Elle est la favorite de la reine de Danemark, Sophie-Madeleine de Brandebourg-Culmbach, et l'abbesse du couvent protestant danois de Vallø stift dans les années 1738-1743.

## Biographie
Elle est la fille de Frédéric-Auguste de Wurtemberg-Neuenstadt et d'Albertine-Sophie-Esther d'Eberstein. Elle ne s'est jamais mariée, et après la mort de son père, en 1716, elle vit avec sa mère à Gochscheim jusqu'à sa mort en 1728. Après cela, elle est dame d'honneur de Jeanne-Élisabeth de Bade-Durlach. Frédérique est une favorite de la reine du Danemark, et est récompensée par le poste lucratif d'abbesse. Elle n'est pas populaire à la cour royale danoise, où elle est détestée à cause de sa langue acérée, et est impliquée dans un conflit avec la sœur de la reine, Sophie-Caroline de Brandebourg-Culmbach. En 1743, elle quitte le Danemark et retourne au château de Neuenstadt.
Elle est une Dame de l'Ordre de l'Union Parfaite.